# Dvergatal

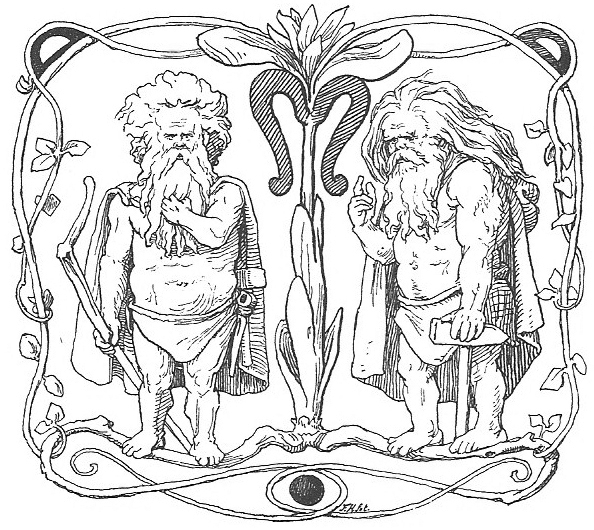
Zwerge der Völuspá. Illustration von Lorenz Frølich, 1895.

Dvergatal, altnordisch für ‚Zwergenzählung‘, nennt man innerhalb der Lieder-Edda die sieben Strophen der Völuspá (10–16), in der etwa siebzig Zwergennamen aneinandergereiht sind.

## Stellung in der Völuspá, Überlieferung und Alter
Die Völuspá ist ein Lied der Lieder-Edda, das westnordische Mythen vom Schöpfungsverlauf umfasst, die von der Entstehung bis zum Ende der Schöpfung reichen. Das Dvergatal schließt darin an den Schöpfungsmythos von der Entstehung der Zwerge an und steht vor dem Schöpfungsmythos der Menschen. Innerhalb der Völuspá ist das Dvergatal dabei eine eigenständige Erzähleinheit, in der überwiegend Zwergennamen genannt werden. Dadurch wird der Erzählfluss des Liedes über mehrere Strophen hinweg unterbrochen, so dass das Dvergatal wie ein Fremdkörper in der Völuspá wirkt. Beim Übergang vom Dvergatal zum nächsten Erzählabschnitt gibt es sowohl inhaltliche als auch grammatikalische Unstimmigkeiten im Text, die darauf schließen lassen, dass in diese Stelle der Völuspá nachträglich eingegriffen wurde und sie demzufolge ursprünglich anders aussah.
Da aber alle Textvarianten, die von der Völuspá erhalten sind, an dieser Stelle die Liste der Zwergennamen enthalten, ist das Dvergatal dennoch als fester Bestandteil der Völuspá anzusehen. Entweder wurde es demnach zu einem vergleichsweise frühen Zeitpunkt in den Text der Völuspá aufgenommen oder es war ursprünglich ein Bestandteil des Liedes, der jedoch nachträglich verändert wurde.
Das Alter des Dvergatals ist schwer bestimmbar. Der Eingriff in die Völuspá muss deutlich älter als die ältesten Handschriften des 13. Jahrhunderts sein, die das Lied überliefern, da alle Handschriften das Dvergatal enthalten. Namenslisten wie das Dvergatal kennt die nordische Überlieferung ansonsten vor allem aus den Þulur. Die Þulur wurden wohl im 12. zum 13. Jahrhundert zusammengefasst und ergänzt, scheinen aber älteren Ursprungs zu sein. Somit geht man ebenso davon aus, dass das Dvergatal auf eine alte Überlieferung zurückgeht. Die Zwergennamen aber sind durchwegs leicht übersetzbar und können deswegen nicht sonderlich alt sein. Jedoch ist nicht bekannt, wie das Dvergatal ursprünglich ausgesehen hat.
Rätselhaft bleibt das Motiv, das zur heutigen Liste der Zwergennamen in der Völuspá führte. Vielleicht ging es darum, dass die Namen nicht in Vergessenheit gerieten, denn viele dieser Zwerge scheinen in früheren Zeiten wichtige Funktionen ausgeübt zu haben. Vielleicht ging es auch darum, die Namen zu kennen, um Macht über die Namensträger zu erlangen, ähnlich wie im Märchen Rumpelstilzchen. Vergleichbare Kataloge waren im Mittelalter durchaus üblich und dienten unter anderem auch zum Training des Gedächtnisses.

## Überlieferte Fassungen
Grob gesehen stimmen die Namenslisten in den verschiedenen Handschriften überein, dennoch gibt es keine einheitliche Fassung des Dvergatals. Etwa ein Fünftel der genannten Zwergennamen findet sich nicht in allen Völuspá-Texten. Darüber hinaus weicht die Reihenfolge der Namen stellenweise voneinander ab. Die Zwergennamen werden zudem so unterschiedlich geschrieben, dass es zu einer großen Anzahl an unterschiedlichen Namensbedeutungen kommt.
Zu den 63 Zwergennamen der Völuspá-Fassung des Codex Regius finden sich 74 Schreibvarianten in den übrigen Handschriften, von denen etwa 37 zu gänzlich anderen Namensbedeutungen führen. Zum Vergleich: Die 52 Namen Odins, die in der Codex-Regius-Fassung des Liedes Grimnismál genannt werden, haben lediglich 14 Schreibvarianten in den anderen Handschriften, von denen wiederum nur 5 unterschiedliche Namensbedeutungen haben. Das wird darauf zurückgeführt, dass die Mythen um Odin zur Zeit der Abfassung der Handschriften präsenter und bildlicher waren. Viele Zwergnamen wirken vergleichsweise abstrakt. Nur wenige Mythen zu einzelnen Zwergen wurden überliefert.

## Namenwelt

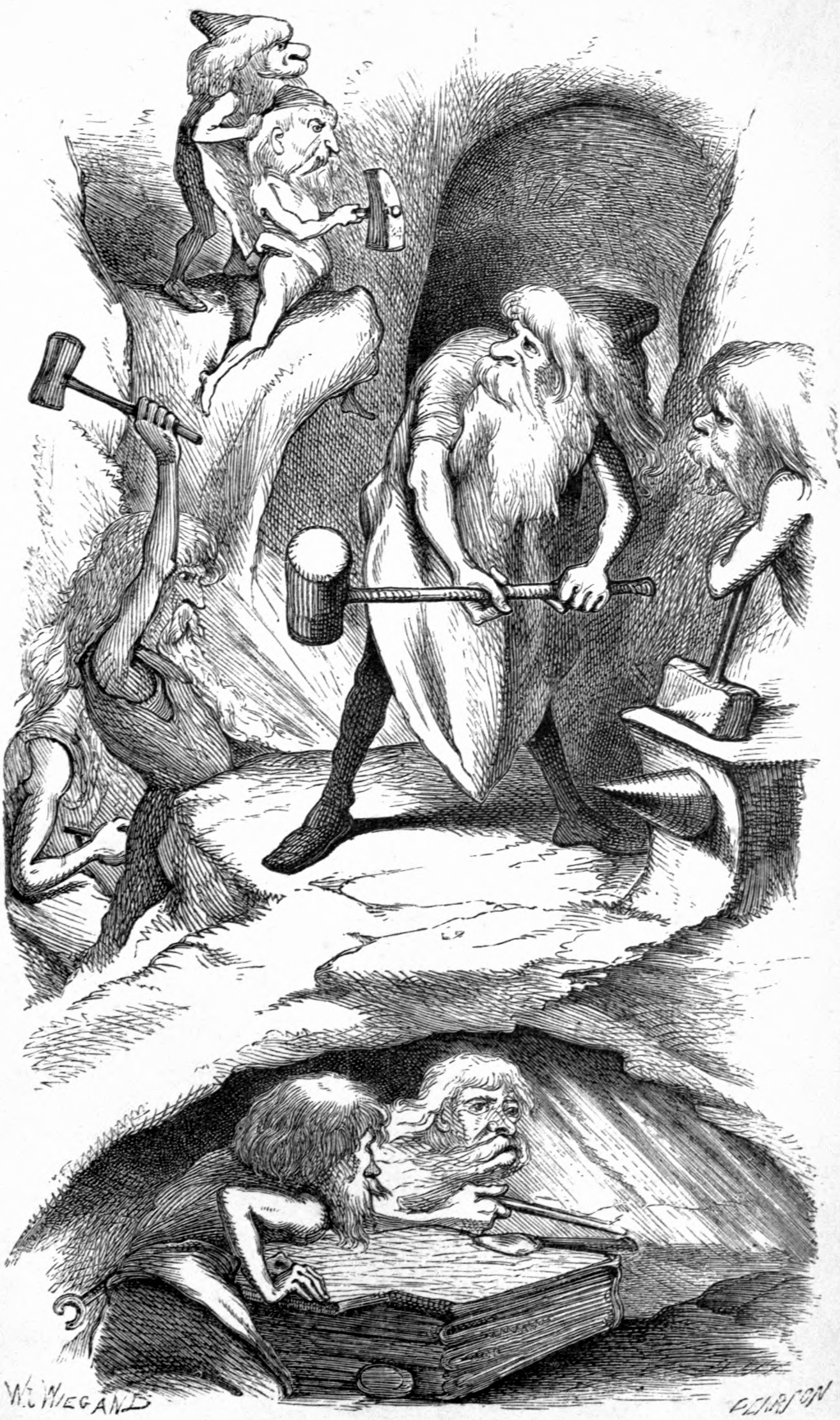
Zwerge bei der Arbeit. Illustration von George Pearson/W. J. Wiegand, 1871

Von den meisten dieser Zwerge wissen wir nichts als den Namen. Die Namen sind meist sprechend und beschreiben Eigenschaften und Orte, die man mit dem Zwergenvolk in Verbindung brachte. Sie geben daher einen guten Einblick in die westnordische Vorstellungswelt zu Zwergen im frühen Mittelalter. Dazu zählen ihre Kunstfertigkeit als Schmiede und Handwerker, spezielle Merkmale ihrer Lebensform, ihre Weisheit und ihre Streitsüchtigkeit und Kampfbereitschaft.
Zwerge sind klein (Nori, der Winzige), leben unter der Erde und in Steinen (Aurwang, die Schotteraue), deren braune Farbe sie haben (Litr, der Farbige und Bruni, der Braune) und wachen über ihre Fruchtbarkeit und Schätze (Thrain und Thror, die Gedeihenden; Draupnir, der Träufler; Fundinn, der Gefundene).
Sie sind kunstfertige Handwerker (Hanarr, der Kunstfertige), deren Werkzeuge als Übernamen auf einzelne Zwerge übergehen (Weig, der Keil; Fili, die Feile; Hepti, der Schaft; Hornibori, der Horndurchbohrer; Gloin, der Glühende; Dori, der Bohrer). Ihre Weisheit ist berühmt (Wit, der Kluge; Nyrad, der Abratende; Regin, der Rathalter) und einige haben auch die Fähigkeit zur Unsichtbarkeit (Swiurr, der Verschwindende). Sie sind tapfer (Thorin, der Tapfere), gesellig (Thekk, der Beliebte), würdig (Har, der Hohe) und ruhmreich (Loni, der Leuchtende; Fräg, der Berühmte).
Sie sind aber auch leicht erregbar (Bömburr, der Anschwellende), streitsüchtig (Dolgthrasir, Jari, Ori, die Streitsüchtigen), stur (Hugstari, der Sture), furchtsam (Biförr, Baförr, die Zitternden; Oinn, der Furchtsame) und überaus vorsichtig (Andwari, der Vorsichtige). Sie können auch diebisch (Althjof, der große Dieb; Mjödvitnir, der Meträuber) und betrügerisch (Ginnarr, der Betrüger) sein.
Es gibt aber auch einige Namen, die keine uns vertrauten Zwergeigenschaften ausdrücken.
Einige deuten auf wichtige Aufgaben zur Erhaltung der von den Göttern geschaffenen Welt. Die Zwerge Nordri und Sudri, Austri und Westri tragen an den Enden der vier Himmelsrichtungen Ymirs Schädeldecke, den Himmel. Die Zwerge Nyi und Nidi stellen ihrem Namen nach die beiden Mondphasen dar. Nyi und Nyr stehen beide für den zunehmenden Mond. Nidi für den abnehmenden Mond, ebenso Kili, dessen Name wegen altnordisch kill ‚schmale Bucht‘ und altnordisch kilipr ‚Henkel eines Gefäßes‘ auf die Sichelmondform hinweist.
Andere stellen eine Beziehung zwischen Zwerg und Tod her: Dain, der Verstorbene; Nar, die Leiche; Nain, die kleine Nadel oder der Tod; Nali (steht auch mit Tod in Zusammenhang); Niping, der Gramvolle; Duf, Durin und Dwalin stehen mit dem Schlaf in Verbindung, den man bei uns auch als Bruder des Todes bezeichnet. Diese Namen führen zu der umstrittenen Annahme, dass die unter der Erde lebenden Zwerge ursprünglich Totendämonen waren.
Drei Namen beinhalten das altnordische Wort alfr ‚Alf, Elf, Elbe, Alb‘ und zeigen an, dass Zwerg und Elf offenbar miteinander verwandt sind. Das sind: Alf, der Elf; Gandalf, der Zauberelf, und Windalf, der Windelf.

## Zwergenordnungen

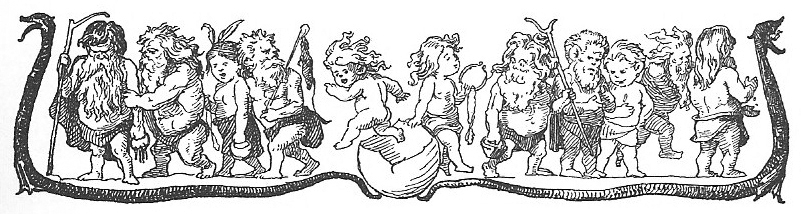
Die Zwerge des Dvergatals. Illustration von Lorenz Frølich, 1895.

Das Dvergatal besteht nicht nur aus Namen, sondern es enthält auch ein paar Angaben zu den Zwergen. An zwei Stellen wird die Aufzählung der Namen unterbrochen, so dass sich die Namensliste in drei Teile gliedert, woraus man drei Zwergengruppen ableiten kann.
Der Sinn der Dreiteilung wird nicht erläutert. Doch werden zum einen drei unterschiedliche Wohnorte der Zwergengruppen genannt, zum anderen können ihnen vielleicht auch drei Anführer zugeordnet werden.

### Die Wohnorte
Von der dritten Zwergengruppe heißt es in der Völuspá, dass sie eine Wanderung durchführte.
„Mál er, dverga [...] telia,

þeir er sótto frá salar steini

Aurvanga siǫt til Iorovalla“
„Zeit ist's die Zwerge [...] aufzuzählen,

die gingen von den Steinen des Grunds

nach Aurwangars Sitz, nach Jöruwellir“
– Völuspá 14
Sie wanderte demnach von den salar steini, den Steinen des Grunds, zu einem Ort namens Aurwangars Sitz ‚Schotterauen-Sitz‘ in Jöruwellir ‚Sandebene‘. Aurwangar und Jöruwellir haben eine ähnliche Bedeutung und meinen somit möglicherweise vielleicht auch denselben Ort. In der Prosa-Edda werden die salar steini durch Swarinshaug ‚Hügel des Swarin‘ ersetzt und der Schotterauen-Sitz zu Aurwangar, ‚der Schotteraue‘, verkürzt. Ob damit in beiden Fällen das gleiche gemeint ist, bleibt offen. Im Gegensatz zur Völuspá weist die Prosa-Edda jedoch auch den beiden anderen Zwergengruppen eindeutige Wohnorte zu:
„En þessir eru ok dvergar ok búa í steinum,

en inir fyrri í moldu:“
„Und diese [nachfolgenden Namen] sind auch Zwerge und sie wohnen in Steinen,

die obigen [zuvor genannten Namen] aber in der Erde.“
– SNORRI STURLUSON: Prosa-Edda: Gylfaginning 13
Möglicherweise kommen auch die Erdzwerge schon in der Völuspá vor. Folgt man der Völuspá-Fassung des Hauksbók, so wurden die ersten Zwerge im Erdinneren geschaffen. Dagegen steht jedoch die Textvariante des Codex Regius, wonach die Zwerge nicht in der Erde, sondern aus Erde geschaffen wurden. Welche Fassung die ursprünglichere ist, kann nicht entschieden werden.

### Die Zwergenanführer
Die Dreiteilung der Zwerge könnte sich auch in einer Zuordnung zu drei Anführern spiegeln. Die Völuspá bezeichnet die dritte Zwergengruppe ausdrücklich als Dvalins liði, das heißt ‚Dvalins Schar‘. Demnach war der Erdzwerg Dvalin zugleich auch Anführer der Zwerge, die von der Erdtiefe an die Erdoberfläche strebten. Andere Zwergenanführer werden nicht ausdrücklich genannt, dennoch werden zuvor nur zwei weitere Zwergennamen hervorgehoben. Von Modsognir und Durin sagen Völuspá und Prosa-Edda übereinstimmend, dass sie die ersten beiden Zwerge sind, was sich offenbar nicht nur in der Reihenfolge, sondern auch durch ihren Rang in der Zwergenwelt ausdrückt. Demzufolge können die Erdzwerge Modsognir und die Steinzwerge Durin zugeordnet werden. Diese Rekonstruktion ist jedoch nicht zwingend, da die Prosa-Edda keine Zwergenanführer kennt.
| Zwergengruppe | Wohnort                    | Quelle für Wohnort          | Anführer  | Quelle für Anführer            |
| ------------- | -------------------------- | --------------------------- | --------- | ------------------------------ |
| 1             | in der Erde                | Gylfaginning 13             | Modsognir | (Völuspá 10, Gylfaginning 13)? |
| 2             | in Steinen                 | Gylfaginning 13             | Durin     | (Völuspá 10, Gylfaginning 13)? |
| 3             | Schotteraue, Sandebene (?) | Völuspá 14, Gylfaginning 13 | Dvalin    | Völuspá 14                     |

### Lofars Rolle
Das Dvergatal nennt die Zwergennamen bis Lofar, ohne dass dieser ein Bestandteil der Namensliste ist.
„Mál er, dverga [...]

lióna kindom til Lofars telia,

þeir er sótto [...] Aurvanga siǫt til Iorovalla“
„Zeit ist's die Zwerge [...]

den Menschen bis Lofarr aufzuzählen,

die gingen [...] nach Aurwangars Sitz, nach Jöruwellir.“
– Völuspá 14
Lofar gilt dabei als Stammvater der Zwerge, der aus Jöruwellir stammt.
„þat mun uppi, meðan ǫld lifir,

langniðia tal Lofars hafat.“
„Die Liste der Ahnen wird auf Lofarr

zurückgeführt, solang die Welt besteht.“
– Völuspá 16
„En þessir kómu [...] til Aurvanga á Jöruvöllu,

ok er kominn þaðan Lofarr.“
„Und diese kamen [...] nach Aurwangar in Jöruwellir,

woher Lowarr stammt“
– SNORRI STURLUSON: Prosa-Edda: Gylfaginning 13
Unklar ist, ob das Dvergatal seine Ahnenreihe oder eine hierarchische Entwicklung des Zwergenvolks darstellen soll.

## Wirkungsgeschichte
Die Zwergennamen haben viele Fantasyautoren in der Namensgebung ihrer eigenen Figuren beeinflusst, so auch John Ronald Reuel Tolkien im Hobbit, dessen Figuren im Herrn der Ringe teilweise wieder auftauchen: So sind die dreizehn Bilbo Beutlin begleitenden Zwerge Thorin Eichenschild, Kíli, Fíli, Óin, Glóin, Dori, Nori, Ori, Balin, Dwalin, Bifur, Bofur und Bombur eindeutig Dvergatal-Zwergen nachempfunden. Andere Zwerge wie Thror und Thrain tragen ebenfalls Dvergatal-Namen. Tolkien verarbeitet dabei auf manchmal eigenwillige Weise die Bedeutungen der sprechenden Namen in den Charakteren der Erzählung. So ist Bombur (entsprechend Bömburr, der Anschwellende) ein sehr dicker Zwerg. Thror, Thrain und Thorin werden als direkte Nachfahren dargestellt, obwohl die Quelle dies nicht ausdrücklich vermuten lässt. Weitere Figuren wie Gandalf tragen zwar einen Zwergennamen, sind bei Tolkien aber keine Zwerge.

## Liste der Zwerge
Legende:
- NAME mit Großbuchstaben: Zwergenscharführer.
- Name in Fettschrift: Über diesen Zwerg ist etwas mehr als der bloße Name bekannt. Siehe Anmerkungsspalte.

| Nr. | Name (deutsch)          | Name (altnordisch)             | Schar | Namensbedeutung                                                                        | Anmerkungen |
| --- | ----------------------- | ------------------------------ | ----- | -------------------------------------------------------------------------------------- | --- |
| 1   | MODSOGNIR               | Móðsognir, Mótsognir           | 1     | der Müde?, der Kraftlose?, der müde Seufzende?                                         | Der mächtigste Zwerg. Der Name Mótsogni(r) wird auch in den Þulur als Zwergenname genannt. |
| 2   | DURIN                   | Durinn                         | 2     | der Schläfrige?; der Türhüter?; dämonisches Wesen?                                     | Der zweitmächtigste Zwerg. Durin heißt auch eine Figur aus Tolkiens Welt. |
| 3   | Nyi                     | Nýi                            | 1     | Vollmond                                                                               | Steuert den zunehmenden Mond. Der Name wird auch in den Þulur als Zwergenname genannt. |
| 4   | Nidi                    | Niði                           | 1     | Neumond, der Dunkle                                                                    | Steuert den abnehmenden Mond. Der Name wird auch in den Þulur als Zwergenname genannt. |
| 5   | Nordri                  | Norðri                         | 1     | Norden                                                                                 | Trägt das Himmelsgewölbe im Norden (Gylfaginning 8, Skáldskaparmál 23). Der Name wird auch in den Þulur als Zwergenname genannt. |
| 6   | Sudri                   | Suðri                          | 1     | Süden                                                                                  | Trägt das Himmelsgewölbe im Süden (Gylfaginning 8, Skáldskaparmál 23). Der Name wird auch in den Þulur als Zwergenname genannt. |
| 7   | Austri                  | Austri                         | 1     | Osten                                                                                  | Trägt das Himmelsgewölbe im Osten (Gylfaginning 8, Skáldskaparmál 23). Der Name wird auch in den Þulur als Zwergenname genannt. |
| 8   | Vestri                  | Vestri                         | 1     | Westen                                                                                 | Trägt das Himmelsgewölbe im Westen (Gylfaginning 8, Skáldskaparmál 23). |
| 9   | Althjof                 | Alþjófr                        | 1     | der große (mächtige) Dieb                                                              | Der Name wird auch in den Þulur als Zwergenname genannt. |
| 10  | DWALIN                  | Dvalinn                        | 1+3   | der Langsame?; der Schlafende?                                                         | Anführer einer der drei Zwergenscharen. Zauberkundig, Schmied. Der Name wird auch in den Þulur als Zwergenname genannt. Dvalin heißt auch ein Hirsch am Weltenbaum (Grimnismál 33). Dwalin ist zudem der Name einer Figur aus Tolkiens Welt. |
| 11  | Nar                     | Nár                            | 1     | die Leiche                                                                             | Der Name wird auch in den Þulur als Zwergenname genannt. |
| 12  | Nainn                   | Náinn                          | 1     | der Tote                                                                               | Der Name wird auch in den Þulur als Zwergenname genannt. |
| 13  | Niping                  | Nípingr                        | 1     | der Gramvolle?; der Bewegliche?                                                        | |
| 14  | Dain                    | Dáinn                          | 1     | der Verstorbene                                                                        | Zauberkundig, Schmied. Dain heißt auch ein Hirsch am Weltenbaum (Grimnismál 33). Dain ist zudem der Name einer Figur aus Tolkiens Welt. |
| 15  | Biworr, Bivorr, Bifurr  | Bifurr, Biförr, Bivörr         | 1     | der Zitternde?; der Biber?, der wie ein Biber Emsige?                                  | Der Name Bívurr wird in den Þulur als Zwergenname genannt. Bifur heißt auch eine Figur aus Tolkiens Welt. |
| 16  | Baworr, Bavorr, Bafurr  | Bafurr, Báfurr, Baförr, Bavörr | 1     | ? (vielleicht wie Biworr)                                                              | |
| 17  | Wili                    | Vili (Heptifili)               | 1 (2) | der Wille                                                                              | Wili heißt auch ein Bruder des Gotts Odin. |
| 18  | Bömburr                 | Bömburr                        | 1     | der Rohe, der Dicke, der Anschwellende                                                 | Der Name Bumburr wird in den Þulur als Zwergenname genannt. Bombur heißt auch eine Figur aus Tolkiens Welt. |
| 19  | Hanarr, Harr            | Hanarr, Hárr                   | 1 (2) | Hanarr: der Kunstfertige / Harr: der Grauhaarige?; der Einäugige?                      | Sowohl Hannarr als auch Hár werden in den Þulur als Zwergennamen genannt. |
| 20  | Nori                    | Nóri                           | 1     | der Angstbringer?; der Winzling?, der Geschrumpfte?                                    | Nori heißt in den Þulur auch ein Seekönig. Nori heißt auch eine Figur aus Tolkiens Welt. |
| 21  | An, Ori                 | Án, Óri                        | 1     | An: der vornehme Freund / Ori: der Verrückte                                           | „An“ ist eine Verkürzung von aða-vinr „vornehmer Freund“ und wurde auch als männlicher Personenname verwendet. Ori heißt auch eine Figur aus Tolkiens Welt. |
| 22  | Anarr, Onarr            | Ánarr, Ónarr                   | 1     | Anarr/Onarr: der Andere, der zweite                                                    | Ónarr wird auch in den Þulur als Zwergenname genannt. Anarr/Onarr heißt auch der zweite Mann von Nótt, der der Vater von Jörd ist (Gylfaginning 10, Skáldskaparmál 24). |
| 23  | Ai, Oinn                | Aí, Óinn                       | 1     | Ai = der (Ur)Großvater, der Stammvater / Oinn = der Furchtsame, der Ängstliche         | Ai: Doppelnennung (siehe Nr. 68). Sowohl Aí als auch Óinn werden in den Þulur als Zwergennamen genannt. Oinn heißt der Vater des Zwerges Andvari (Nr. 64) (Reginsmál 2). / Heimdall macht Ai und Edda „Großmutter“ zu den Stammeltern der Knechte (Rígsþula 2–13). Wahrscheinlich ist dabei mit Ai ein Mensch gleichen Namens und nicht der Zwerg gemeint. Óin heißt auch eine Figur aus Tolkiens Welt. |
| 24  | Mjödwitnir              | Mjöðvitnir                     | 1     | der Meträuber?, der Metbezeuger?, der Metwolf?                                         | Der Name deutet auf jemanden, der scharf auf Met ist. Er wird auch in den Þulur als Zwergenname genannt. |
| 25  | Wegg, Wig, Weig         | Veggr, Vi(g)gr, Veigr          | 1     | der Keil?; das Pferd?                                                                  | |
| 26  | Gandalf                 | Gandálfr                       | 1     | der zauberkundige Elf                                                                  | Der Name wird auch in den Þulur als Zwergenname genannt. Gandalf heißt auch eine Figur aus Tolkiens Welt. |
| 27  | Windalf                 | Vindálfr                       | 1     | der Windelf?; der krumme Zwerg?                                                        | Der Name wird auch in den Þulur als Zwergenname genannt. |
| 28  | Thorin                  | Þorin(n)                       | 1     | der Tapfere                                                                            | Þorinn wird auch in den Þulur als Zwergenname genannt. Thorin heißt auch eine Figur aus Tolkiens Welt. |
| 29  | Thror                   | Þrór                           | 1     | der Sture?; der Gedeihende?                                                            | Der Name wird auch in den Þulur als Zwergenname genannt. Thror ist auch ein Odinsname und auch der Name eines Ebers in den Þulur. |
| 30  | Thrain, Throin          | Þráinn, Þróinn                 | 1     | Thrain: der Bedrohliche?; der Sture? / Throin: der Gewachsene                          | Thrain heißt auch ein Zwerg, von dem nur bekannt ist: „Thrains Ausspruch ist schwerer Traum.“ (Forspjallsljóð = Hrafnagaldr Óðins 3) |
| 31  | Thekk                   | Þekkr                          | 1     | der Beliebte                                                                           | Der Name wird auch in den Þulur als Zwergenname genannt. Thekk ist auch ein Odinsname (Grimnismál 46). |
| 32  | Lit                     | Litr                           | 1     | der Farbige                                                                            | Ein Zwerg, der Thor vor die Füße läuft, als Balder und Nanna in einem Scheiterhaufen bestattet werden. Er tritt ihn mit dem Fuß ins Feuer, wo Lit verbrennt (Gylfaginning 49). Der Name wird auch in den Þulur als Zwergenname genannt. |
| 33  | Wit                     | Vitr                           | 1     | der Kluge, der Strahlende                                                              | Der Name wird auch in den Þulur als Zwergenname genannt. |
| 34  | Nyr                     | Nýr                            | 1     | der Neue                                                                               | Der Name wird auch in den Þulur als Zwergenname genannt. |
| 35  | Nyrad                   | Nýráðr                         | 1     | der Neuratende?; der Neumachende?                                                      | Der Name wird auch in den Þulur als Zwergenname genannt. |
| 36  | Reginn, Rekk            | Reginn, Rekkr                  | 1     | Reginn: der Rathalter, der Mächtige / Rekkr: der Krieger                               | Bruder des Drachen Fafnirs, der den Schatz des Andwari (Nr. 64) hütete. Stiftet seinen Ziehsohn Sigurd (Siegfried der Drachentöter) an, Fafnir zu erschlagen (Fáfnismál, Reginsmál, Skáldskaparmál 39–40). Der Name wird auch in den Þulur als Zwergenname genannt. |
| 37  | Radswid                 | Ráðsviðr                       | 1     | der Schlaue, der Gewitzte, der Scharfsinnige, der kluge Ratgeber                       | Der Name wird auch in den Þulur als Zwergenname genannt. |
| 38  | Fili, Vili              | Fíli, Víli                     | 2 (1) | die Feile, der Feiler?; der, der etwas versteckt?; den Skaldenmet versteckender Zwerg? | Fíli wird auch in den Þulur als Zwergenname genannt. Fili heißt auch eine Figur aus Tolkiens Welt. |
| 39  | Kili                    | Kili                           | 2 (1) | der Keil?, der Keilschmied?; lange schmale Bucht?                                      | Der Name wird auch in den Þulur als Zwergenname genannt. Kili heißt auch eine Figur aus Tolkiens Welt. |
| 40  | Fundinn                 | Fundinn                        | 2 (1) | der Gefundene                                                                          | Der Name ist vielleicht auch eine Kenning für Odin. Fundin heißt auch eine Figur aus Tolkiens Welt. |
| 41  | Nali, Wali              | Nali, Váli                     | 2 (1) | Nali: die Nadel, der Nadelschmied, der Nadel-Kleine / Wali: ?                          | Vielleicht ein Totendämon, vergleiche gotisch naus ‚Toter‘. Wali heißt auch ein Ase, der Balder rächt. Wali ist zudem noch der Name eines Sohns Lokis (z. B. Gylfaginning 50). |
| 42  | Hepti (Heptifili)       | Hepti (Heptifili)              | 2     | Hepti: der Griff / Heptifili: der glättende Griff                                      | Heptifili wird auch in den Þulur als Zwergenname genannt. |
| 43  | Swiurr, Swid, Swiarr    | Svíurr, Svíarr, Sviðr          | 2     | der Verschwindende                                                                     | |
| 44  | Billing                 | Billingr                       | 2     | der Zwilling, der Zwitter                                                              | Billing heißt auch der Vater eines Mädchens, das der oberste Gott Odin verführen wollte (Hávamál 96–102). Ob es sich bei dem Vater um den Zwerg oder um einen Riesen gleichen Namens handelt, ist ungewiss, denn Odin verkehrte sonst nur mit Riesentöchtern. |
| 45  | Bruni                   | Brúni                          | 2     | der Braune                                                                             | Bruni ist auch ein Odinsname in den Þulur. |
| 46  | Bild                    | Bildr                          | 2     | der Aderlassmesser, der Dorn, der Stachel                                              | |
| 47  | Buri                    | Buri                           | 2     | der Sohn; der Erzeuger, der Vater; der Bewohner?                                       | Buri heißt auch ein Wesen am Anfang der Schöpfung. |
| 48  | Frar                    | Frár, Frór                     | 2     | der Flinke                                                                             | |
| 49  | Hornbori                | Hornbori                       | 2     | der Horndurchbohrer?, der Hornbläser?; der im Winkel gezeugte?                         | Der Name wird auch in den Þulur als Zwergenname genannt. |
| 50  | Fräg                    | Frægr                          | 2     | der Berühmte                                                                           | |
| 51  | Loni                    | Lóni                           | 2     | der Leuchtende; der Faule                                                              | |
| 52  | Aurwang                 | Aurvangr                       | 2     | die Schotteraue                                                                        | Der Name wird auch in den Þulur als Zwergenname genannt. |
| 53  | Jari                    | Jari                           | 2     | der Streitsüchtige                                                                     | Jari ist nicht identisch mit Jarl (Rigsþula 32–39). |
| 54  | Eikinskjaldi            | Eikinskjaldi                   | 2     | der Eichenschild                                                                       | Doppelnennung (siehe Nr. 71). Es ist nicht sicher, ob es sich um einen Zwergennamen handelt oder nur um eine Bezeichnung für mehrere Zwerge in der Reihe. Jedoch wird der Name auch in den Þulur als Zwergenname genannt. Thorin Eichenschild heißt auch eine Figur aus Tolkiens Welt. |
| 55  | Draupnir, Draufnir      | Draupnir, Draufnir             | 3 (2) | der Tropfer, der Träufler                                                              | Der Name wird auch in den Þulur als Zwergenname genannt. Draupnir heißt auch Odins Ring, von dem jede 9. Nacht 8 gleichschwere Ringe abtropfen. |
| 56  | Dolgthrasir, Dolgthwari | Dólgþrasir, Dolgþvari          | 3 (2) | Dolgthrasir: der Streitsüchtige, der feindlich Kämpfende / Dolgþvari: der Feindbohrer  | Thrasurr: auch Odinsname. |
| 57  | Har, Haurr              | Hár, Horr, Haurr               | 3 (2) | Har: der Grauhaarige / Haurr: ?                                                        | Har ist auch ein Odinsname. |
| 58  | Haugspori, Hugstari     | Haugspori, Hugstari            | 3 (2) | Haugspori: der Hügelgänger / Hugstari: der große Denker (Denker-Stern)                 | Hugstari wird auch in den Þulur als Zwergenname genannt. |
| 59  | Hlewang, Hledjolf       | Hlévangr, Hleðjolfr            | 3 (2) | Hledjolf : der Schildwolf?; der Wolf an der Luke?                                      | |
| 60  | Gloi, Gloinn            | Glói(nn)                       | 3 (2) | der Glühende, der Scheinende; der Starrende?                                           | Der Name wird auch in den Þulur als Zwergenname genannt. Gloin heißt auch eine Figur aus Tolkiens Welt (Vater von Gimli). |
| 61  | Dori                    | Dóri                           | 3     | der Schädling, der Schädiger?; der Bohrende?, der Vorstechende?; der Narr?             | Der Name wird auch in den Þulur als Zwergenname genannt. Dori ist auch der Name eines Asensohns (Fjölsvinnsmál 34). |
| 62  | Ori                     | Óri                            | 3     | der Betäubende?; der Streitsüchtige, der Vereitler?; der Verrückte?                    | Der Name wird auch in den Þulur als Zwergenname genannt. / Ori: auch Bezeichnung für die Schlange (Þulur). |
| 63  | Duf                     | Dúfr                           | 3     | der Krumme (Gauner)?, der Schläfrige?                                                  | Der Name wird auch in den Þulur als Zwergenname genannt. |
| 64  | Andwari                 | Andvari                        | 3     | der Vorsichtige?, der sanfte Wind???; der Lebensbeschützer?                            | Andwari war Besitzer eines Goldschatzes und des Rings Andwaranaut. Beides wurde ihm von Loki genommen, worauf der Zwerg die Schätze verfluchte. Sie sollten ihrem Besitzer den Tod bringen. Der Schatz des Andwari wurde schließlich der Schatz, den der Drache Fafnir hütete, bis er von Sigurð (Siegfried der Drachentöter) bezwungen wurde. (Reginsmál 1–5, Skáldskaparmál 39, Völsunga-Saga) Durch Identifikation Sigurðs mit Siegfried dem Drachentöter entspricht der nordische Zwerg Andwari dem Nibelungen-Zwerg Alberich. Der Name Andvari wird in den Þulur als Heiti für Fisch und Zwerg genannt. |
| 65  | Skirfir                 | Skirfir                        | 3     | der Spucker?                                                                           | Der Name wird auch in den Þulur als Zwergenname genannt. |
| 66  | Wirwir, Wirfir          | Virwir, Virfir                 | 3     | der Färber?                                                                            | Virfir wird auch in den Þulur als Zwergenname genannt. |
| 67  | Skafid                  | Skafiðr                        | 3     | der schiefe Baum?, der gute Baum?                                                      | Der Name wird auch in den Þulur als Zwergenname genannt. |
| 68  | Ai                      | Ai                             | 3     | der (Ur-)Großvater, der Stammvater                                                     | Doppelnennung (siehe Nr. 23). |
| 69  | Alf                     | Álfr                           | 3     | der Elf, Alf, Alb, Elbe                                                                | Der Name wird auch in den Þulur als Zwergenname genannt. Alf ist auch der Name von Hialpreks (Sinfiötlalok), Hrodmars (Helgakviða Hjörvarðssonar 39) und Hundings Sohn (Helgakviða Hundingsbana fyrri 14). |
| 70  | Yngwi, Ingi             | Yngvi, Ingi                    | 3     | der Ing-Anhänger?, der Ingaevone?                                                      | In dem Namen scheint der Gott Ing/Yngvi anzuklingen, dessen Namensbedeutung ungeklärt ist. → Yngvi: Beiname des Gottes Freyr = Yngvi-Freyr (Ynglinga saga 10 f.) und der Name von Hrings Sohn (Helgakviða Hjörvarðssonar 52). |
| 71  | Eikinskjaldi            | Eikinskjaldi                   | 3     | der Eichenschild                                                                       | Doppelnennung (siehe Nr. 54). |
| 72  | Fjalar, Falr            | Fjalarr, Falr                  | 3     | Fjalar: der Befleckte, der Beschmutzte; der Verberger / Falr: der Verberger            | Die Brüder Fjalar und Galar erschlugen Kvasir, um an seine Weisheit zu gelangen. Sie mischten sein Blut mit Honig und schufen daraus den Dichtermet, der jeden, der davon trinkt, zum Gelehrten macht. Odin stahl den Trank vom Riesen Suttung (Skáldskaparmál 1). Fjallar ist aber auch der Name eines Riesen (Hávamál 14, Hárbarðslióð 26) und eines roten Hahns (Völuspá 42). |
| 73  | Frosti                  | Frosti                         | 3     | der Frost(ige)                                                                         | Der Name wird auch in den Þulur als Zwergenname genannt. Frosti heißt auch ein Riese. |
| 74  | Finn, Fid               | Finnr, Fiðr                    | 3     | Finn: der Finne?; der Magieduldende, der Zauberer?; der Troll?                         | Der Zwerg wird auch in den Þulur genannt. Der Name könnte mit dem irischen Helden Finn oder mit Finne im Zusammenhang stehen. Die Finnen galten im nordischen Mittelalter als zauberkundig. Finn ist auch Riesenname und ein männlicher Personenname (11. Jh.). |
| 75  | Ginarr                  | Ginnarr                        | 3     | der Betrüger?; der Magieausübende?, der Hexer?                                         | Der Name wird auch in den Þulur als Zwergenname genannt. Ginarr ist auch Odinsname. |
| 76  | LOFAR                   | Lofarr                         | 4     | der Lober?, der lobenswerte Krieger?; der aus Blut erzeugte?                           | Stammvater, Urahn aller Zwerge. Der Name wird auch in den Þulur als Zwergenname genannt. |